# Puente Negro
Puente Negro es un pueblo chileno ubicado en el sector precordillerano de la región de O'Higgins, a orillas del río Claro, y cerca de la confluencia de éste con el río Tinguiririca, en la comuna de San Fernando. Se encuentra a 17 km al sureste de San Fernando, a la cual pertenece administrativamente.
Según el censo de 2017, Puente Negro contaba con una población de 1228 habitantes, de los cuales 601 (48,9 %) eran hombres y 627 (51,1 %) eran mujeres, lo que la convierte en la tercera localidad más poblada de la comuna. En el pueblo se registraron 654 viviendas en una superficie de 1,82 km², por lo que tenía una densidad poblacional de 674,7 hab/km².
La localidad de Puente Negro se erige como principal centro poblado y puerta de acceso a los vastos valles del sector de Sierras de Bellavista, La Rufina y las Termas del Flaco. La proximidad a la ciudad de San Fernando ha estimulado los asentamientos rurales o parcelaciones de carácter residencial para sectores medios y altos a los que acude la población de San Fernando. Debe su nombre a un puente de madera y fierro, pintado de negro, que desde muy lejanos tiempos fue la principal vía de comunicación con Tinguiririca. En el sector se pueden encontrar diversos atractivos turísticos, como su balneario ribereño de aguas cristalinas, bordeadas de sauces, álamos y sitios habilitados para pícnic. Cuenta con establecimientos que brindan servicio de alimentación y arriendo de caballos para incursionar en la precordillera. Se puede practicar la caza de conejos, perdices, tórtolas, codornices, etc. en períodos de caza y el río es apto para la pesca deportiva de truchas y salmones. También en esta zona se encuentra La Laguna El Encanto y La Posa de las Sirenas. 
La escuela de Puente Negro, es el recinto educacional más cordillerano de la región. Posee un internado donde se recogen cerca de 60 niños y niñas que viven en localidades aún más cercanas a los altos cordilleranos, como Sierra de Bellavista, La Rufina o Las Peñas.

## Miguel Moya Bravo
Personaje icónico de Puente Negro, apodado ¨Miguelito Mota¨ fue un personaje muy querido en la zona durante los años cuarenta, cincuenta y sesenta.
Miguelito Mota proveía de agua potable y leña a las familias del sector, el agua era sacada de una vertiente a las orillas del río Claro y la leña era recogida de los cerros de los alrededores del pueblo, todo esto hecho de forma manual.
Vivía en Bajo Vargas con sus hermanos María y Alfredo.
Don Luis Lagos músico y compositor santiaguino al conocerlo escribió una cumbia llamada ¨Miguelito El Leñador¨.
A la entrada de puente negro se puede encontrar una figura metálica hecha por Américo Becerra que representa a este personaje cargando un motón de leña y un garrafón de agua.